# Osservatorio di Kiev
L'osservatorio di Kiev, chiamato anche osservatorio astronomico dell'Università nazionale Taras Ševčenko di Kiev (JSC KNU) è un osservatorio astronomico ottico costruito nel 1845 nel centro di Kiev, in Ucraina. È uno dei più antichi osservatori universitari ucraini ed è il fondatore dell'Associazione Astronomica Ucraina. Attualmente la struttura è utilizzata come museo storico divulgativo e per ricerche studentesche.

## Storia
L'osservatorio universitario nacque a seguito dell'apertura nel 1835, presso l'università di Kiev, del dipartimento di scienze naturali, tra cui astronomia. Inizialmente previsto, come si evince dai progetti originari, presso le strutture principali dell'ateneo, l'osservatorio fu costruito come struttura separata. Il progetto fu affidato a Vincent Beretti, architetto di origini italiane e professore presso l'Accademia delle arti di San Pietroburgo. Edificato negli anni 1841-1845, fu ufficialmente inaugurato il 7 febbraio 1845. 
Il complesso architettonico venne parzialmente ricostruito negli anni 1860-1890. Durante la seconda guerra mondiale, le attrezzature principali dell'osservatorio furono trasferite a Sverdlovsk e tutti gli astronomi in età militare raggiunsero il fronte, dove molti di loro morirono in battaglia. Negli anni 1946-1960, furono costruiti case e padiglioni per nuovi telescopi.
L'osservatorio occupa circa 2,6 ettari di terreno nella parte storica di Kiev. È costituito dall'edificio principale, un padiglione con cerchi meridiani, un padiglione con un telescopio solare orizzontale, tre padiglioni in mattoni, laboratori e locali residenziali.

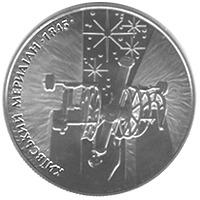
Rovescio della moneta commemorativa che ricorda i 165 anni dell'osservatorio di Kiev

Nel 1979 il consiglio dei ministri della Repubblica Socialista Sovietica Ucraina ha riconosciuto l'osservatorio universitario come monumento della scienza e della tecnologia e nel 2008 è stato proposto come sito patrimonio mondiale dell'UNESCO.

## Strumenti
Nell'osservatorio sono ancora presenti strumenti astronomici del XIX secolo, tra cui:
- un telescopio portatile, realizzato da Ertel  nel 1838
- un astrografo, realizzato da Repsold nel 1895
- un cerchio meridiano, realizzato da Repsold nel 1870